# Favela (película de 1961)
Favela es una película coproducción de Argentina y Brasil dirigida por Armando Bó sobre su propio guion según el argumento de Hugo Mac Dougall que se estrenó el 3 de agosto de 1961 y tuvo como protagonistas a Isabel Sarli, Iara Jati y Jece Valadão.

## Sinopsis
Una joven de la favela brasilera pasa a lujosos escenarios de la canción internacional.

## Reparto
Participaron del filme los siguientes intérpretes:
- Isabel Sarli
- Iara Jati
- Arnaldo Montel
- Ruth de Souza
- Menezes Monsueto
- Adalberto Silva
- Adelco Lanza
- José Da Silva
- Moassir Derengendrin
- Carlos A. Marín
- Moacyr Deriquém
- Terezinha Lopes
- Jece Valadão

## Comentarios
King dijo en su crónica en El Mundo :

”Salta del pintoresquismo de los morros cariocas a la belleza física de Isabel Sarli. Se mueve entre esos elementos apoyándose sin mayor seguridad, en la historia sentimental y artística de una muchacha que de la pobreza y el anonimato pasa al lujo material mediante su transformación en vedette teatral.”